# Tomislav Mikulić
Tomislav Mikulić (ur. 4 stycznia 1982 w Vukovarze) – chorwacki piłkarz grający na pozycji obrońcy.
Mikulić pochodzi z Vukovaru. Piłkarską karierę zaczynał jednak w niedalekim Osijeku, w tamtejszym klubie NK Osijek. Początkowo grał w drużynie młodzieżowej, ale w 2001 roku został przesunięty do pierwszego zespołu. W lidze chorwackiej zadebiutował w 9. kolejce sezonu 2001/2002, gdy 30 września zagrał w podstawowym składzie Osijeku w wyjazdowym meczu z Marsonią Slavonski Brod. Zagrał pełne 90 minut, jednak Osijek przegrał 0:2. Do składu wrócił dopiero 2 kolejki później, ale podstawowym zawodnikiem stał się dopiero w rundzie wiosennej, gdy trenerem został Miroslav Blažević. Swojego pierwszego gola w lidze Mikulić zdobył w 27. kolejce, 13 kwietnia w zremisowanym 2:2 wyjazdowym meczu z zespołem NK Hrvatski Dragovoljac. W 2002 roku zajął z Osijekiem 8. miejsce w lidze. W sezonie 2002/2003 Mikulić w lidze zagrał w 28 meczów. Z Osijekiem zajął ponownie 8. miejsce. Sezon 2003/2004 Osijek zakończył na 4. pozycji. Dorobek ligowy Mikulicia to 29 meczów i 1 gol. W Osijeku Mikulić grał jeszcze w rundzie jesiennej sezonu 2004/2005, w której zdobył 2 gole w 17 meczach.
Zimą 2005 za 250 tysięcy euro Mikulić przeszedł do belgijskiego Racingu Genk i podpisał z tym klubem 3,5-roczny kontrakt. W Eerste Klasse zadebiutował 15 stycznia w wygranym 3:1 meczu z FC Brussels. 5 lutego natomiast zdobył swoją pierwszą bramkę na belgijskich boiskach, zwycięską w meczu z RAA Louviéroise (1:0). Z Genk zajął ex aequo 3. pozycję z RSC Anderlecht. W sezonie 2005/2006 przez cały sezon grał w podstawowym składzie – 25 meczów, 2 gole i 5. miejsce z Racingiem.
W trakcie rozgrywek sezonu 2007/2008 Mikulić został graczem Dinama Zagrzeb, natomiast latem 2008 roku podpisał kontrakt ze Standardem Liège. Po wywalczeniu mistrzostwa Belgii w 2009 roku przeszedł do Germinalu Beerschot Antwerpia. Na początku 2013 roku został zawodnikiem Oud-Heverlee Leuven, a latem 2013 został zawodnikiem Panthrakikosu.

## Kariera
| Sezon       | Klub                | Kraj      | Rozgrywki          | Mecze | Bramki |
| ----------- | ------------------- | --------- | ------------------ | ----- | ------ |
| 2001/02     | NK Osijek           | Chorwacja | Prva HNL           | 14    | 1      |
| 2002/03     | NK Osijek           | Chorwacja | Prva HNL           | 28    | 0      |
| 2003/04     | NK Osijek           | Chorwacja | Prva HNL           | 29    | 1      |
| 2004/05     | NK Osijek           | Chorwacja | Prva HNL           | 17    | 2      |
| 2004/05     | Racing Genk         | Belgia    | Eerste Klasse      | 13    | 1      |
| 2005/06     | Racing Genk         | Belgia    | Eerste Klasse      | 25    | 2      |
| 2006/07     | Racing Genk         | Belgia    | Eerste Klasse      | 25    | 2      |
| 2007/08     | Racing Genk         | Belgia    | Eerste Klasse      | 7     | 1      |
| 2007/08     | Dinamo Zagrzeb      | Chorwacja | Prva HNL           | 10    | 0      |
| 2008/09     | Standard Liège      | Belgia    | Eerste Klasse      | 19    | 0      |
| 2008/09     | Standard Liège      | Belgia    | Eerste Klasse      | 1     | 0      |
| 2009/10     | Germinal Beerschot  | Belgia    | Eerste Klasse      | 18    | 1      |
| 2010/11     | Germinal Beerschot  | Belgia    | Eerste Klasse      | 7     | 0      |
| 2011/12     | Germinal Beerschot  | Belgia    | Eerste Klasse      | 29    | 1      |
| 2012/13     | Germinal Beerschot  | Belgia    | Eerste Klasse      | 21    | 0      |
| 2012/13     | Oud-Heverlee Leuven | Belgia    | Eerste Klasse      | 6     | 0      |
| 2013/14 (j) | Panthrakikos        | Grecja    | Superleague Ellada | 8     | 0      |
| 2013/14 (w) | Cracovia            | Polska    | Ekstraklasa        | 5     | 0      |
| 2014/15     | Cracovia            | Polska    | Ekstraklasa        | 1     | 0      |
| 2015/16     | NK Slaven Belupo    | Chorwacja | Prva HNL           | 9     | 0      |
| 2015/16     | HNK Gorica          | Chorwacja | Druga HNL          | 2     | 0      |